# Ruido continuo
El ruido continuo o constante es aquel ruido cuya intensidad permanece constante o presenta pequeñas fluctuaciones (menores a 5 decibelios) a lo largo del tiempo.
En prevención de riesgos laborales, se considera el ruido de impacto o impulso como más dañino que el ruido continuo y causante de hipoacusia.